# Kayanza
Kayanza es una ciudad del noroeste de Burundi, próxima a la frontera con Ruanda de la cual la separan aproximadamente 15 kilómetros.
Se trata de la capital de la provincia de Kayanza y cuenta con una población de alrededor de 26.800 personas, siendo una de las áreas de mayor densidad de habitantes.